# Mallada krakatauensis
Mallada krakatauensis là một loài côn trùng trong họ Chrysopidae thuộc bộ Neuroptera. Loài này được Tsukaguchi in Tsukaguchi & Yukawa miêu tả năm 1988.